# Rio Jirituba
O Rio Jirituba  é um curso de água que banha o estado de Alagoas Tem sua nascente na Estação ecológica de Murici nas coordenadas (9°09'09"S 35°53'22"W) passando pelos municípios de flexeiras,Joaquim Gomes, São Luís do Quitunde. A construção de uma usina nas imediações de seu curso provocou a morte de muitos dos peixes que ali hitavam.m. Vindo a se encontrar com o rio periperi e logo após deságua no mar no município de barra de santo Antônio
Vindo a se encontrar com o rio periperi e logo após desaguando no mar na no município de parra de santo Antônio 